# Svojšice u Kouřimi
Svojšice (deutsch Swojschitz) ist eine Gemeinde im Okres Kolín im Středočeský kraj in Tschechien. Sie liegt etwa sechs Kilometer östlich von der Stadt Kouřim. Die Gemarkung umfasst eine Fläche von 9,82 Quadratkilometern.

## Geschichte

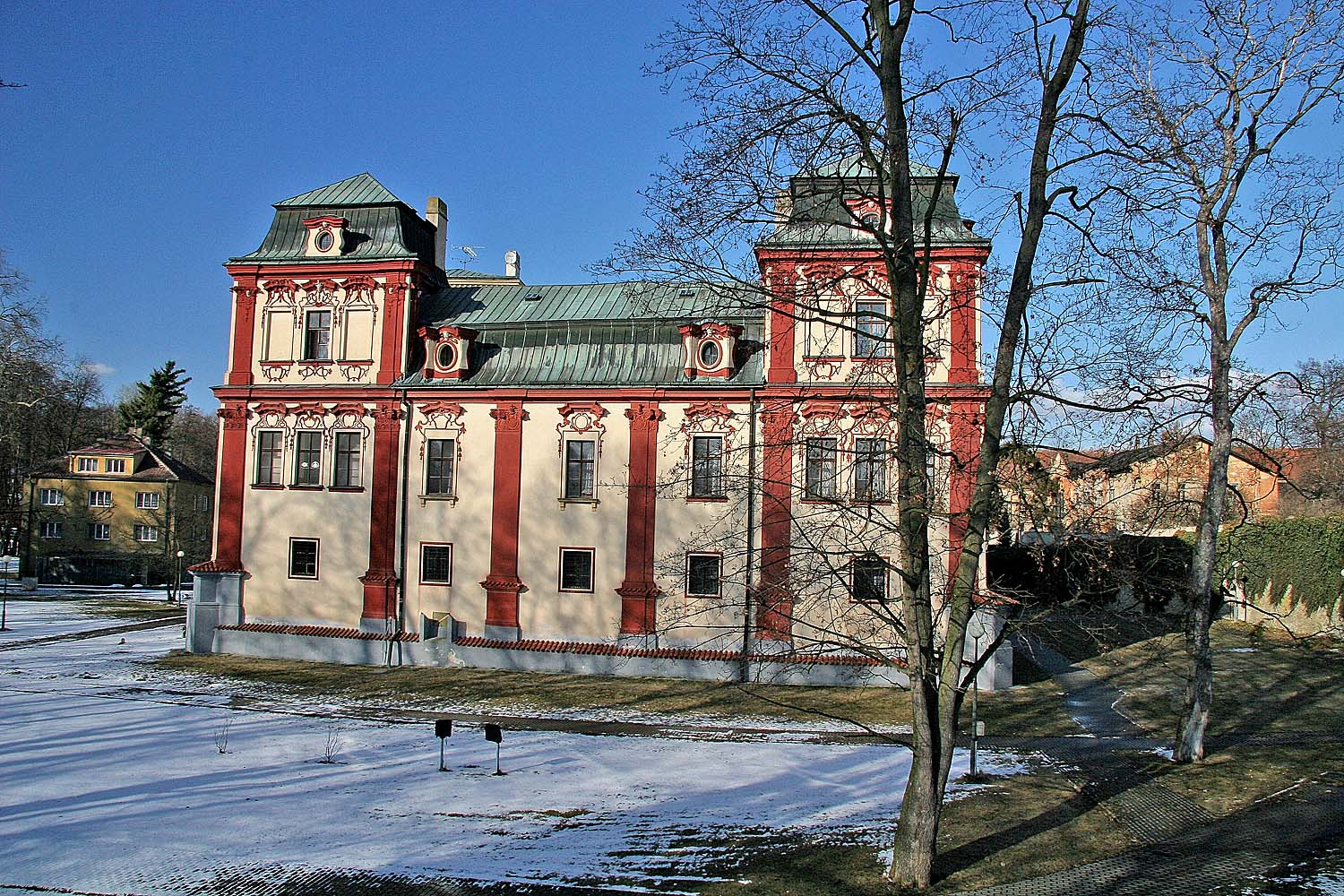
Schloss in Svojšice

Die erste Erwähnung des Dorfes Svojšice erfolgte im Jahre 1241. Im 17. Jahrhundert entwickelte sich Svojšice zum Mittelpunkt einer kleinen Herrschaft, zu der vier weitere Dörfer gehörten. 1738 wurde das Gut von den Grafen von Althann erworben, welche das ursprünglich einstöckige Barockschloss im Stil des Rokoko umbauen ließen. Im Schloss wurde unter Josef von Althann eine umfangreiche Bibliothek eingerichtet und 1847 erhielt die Residenz ihre heutige Gestalt.
Nach der Aufhebung der Patrimonialherrschaften bildete Svojšice ab 1850 eine politische Gemeinde im Bezirk Kolin. Nach der Gründung der Tschechoslowakei 1918 blieb das Schloss weiterhin im Besitz der Familie Althann. 1923 wurde es von der Congregatio Jesu erworben.

## Gemeindegliederung
Zur Gemeinde Svojšice gehören die Ortschaften Bošice und Nová Ves III. Krychnov ist seit 1992 selbstständig.

## Sehenswürdigkeiten
- Schloss (heute Pflegeheim[3])
- Barockkirche St. Wenzel (1678, Umbau 1773) mit einem gotischen Turm[4]
- Pfarrhaus (1767)
- Statue des Landesheiligen Wenzel von Böhmen (1694)
- Statue des Landesheiligen St. Johannes Nepomuk (1714)